# Sumitrosis inaequalis
Sumitrosis inaequalis är en skalbaggsart som först beskrevs av Weber 1801.  Sumitrosis inaequalis ingår i släktet Sumitrosis och familjen bladbaggar. Inga underarter finns listade i Catalogue of Life.